# Schiffs- und Bootswerft Schweers
Die Schiffs- und Bootswerft Schweers war eine Werft in Bardenfleth an der Unterweser.

## Geschichte

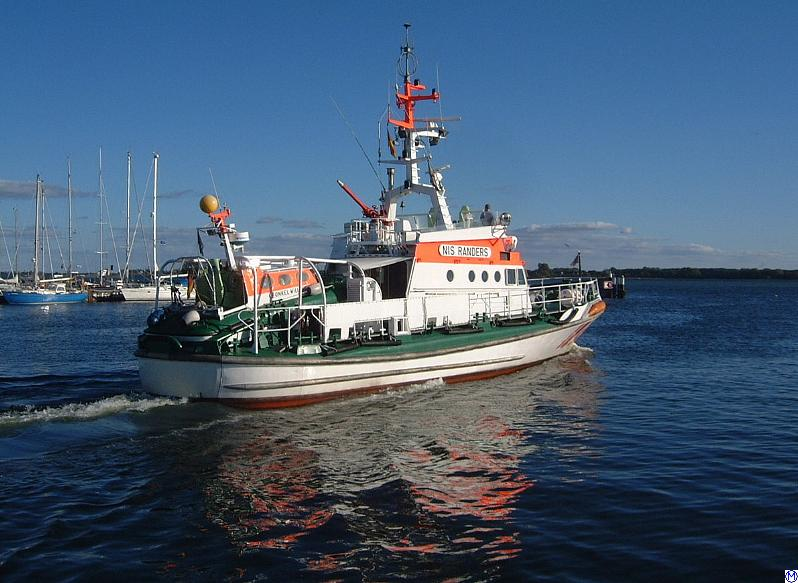
Seenotrettungskreuzer Nis Randers der 23-Meter-Klasse mit Tochterboot

Das Unternehmen wurde 1836 von der Familie Schweers gegründet. Es beschäftigte sich zunächst im Bootsbau, später auch im Schiffbau. Ab 1938 wurden Torpedofangboote in Serie gebaut, danach Zollboote und einige Patrouillenboote. Mit der Ablieferung des Seenotrettungskreuzers Theodor Heuss wurde die Werft auch einer breiteren Öffentlichkeit bekannt. Es folgten weitere Seenotrettungskreuzer mit den dazugehörigen Tochterbooten. Dieser Schiffstyp, von dem rund 25 Schiffe auf der Werft entstanden, wurde eine Domäne für die Werft. 
Auch Zoll- und Polizeiboote, Fähren für Tunesien sowie einige Eisbrecher und Motorjachten bis 60 Meter Länge wurden gebaut.
Im Juli 2001 wurde die Schiffs- und Bootswerft Schweers von der Lürssenwerft übernommen und bis zur Schließung Anfang 2011 als Lürssen Bardenfleth geführt. Im August 2012 übernahm die Fassmer-Werft das Gelände; sie erweiterte damit ihre Anlagen in Berne.